# FC Grenoble Rugby
FC Grenoble Rugby (FCG), voluit Football Club de Grenoble Rugby, is een rugbyclub uit het Franse Grenoble.
De club was in 1993 finalist in de competitie van de Franse Rugby League. Het laatste seizoen in de Top 14 was 2018-2019 toen het team een jaar kon standhouden in de hoogste divisie.  Zowel het seizoen daarvoor als het seizoen daarna speelde FC Grenoble Rugby in Rugby Pro D2. De club speelt haar wedstrijden in het Stade des Alpes.